# Torneio Touchdown 2012
O Torneio Touchdown 2012  será a quarta edição do Torneio Touchdown, torneio de futebol americano entre equipes brasileiras, que será realizada entre junho e dezembro de 2012.
Este torneio começou sob a chancela da Associação de Futebol Americano do Brasil. Após discordância de alguns times, a AFAB criou seu próprio torneio e este continuou com o nome Torneio Touchdown.
André José Adler, fundador e quem batizou o Torneio Touchdown, faleceu no dia 9 de dezembro de 2012, 6 dias antes da grande final entre Corinthians Steamrollers e Vasco da Gama Patriotas no Estádio Santa Cruz em Ribeirão Preto.

## Participantes
| Equipe                    | Manda os jogos em | Estado             |
| ------------------------- | ----------------- | ------------------ |
| ABC Corsários             | Mauá              | São Paulo          |
| Antares                   | Fundão            | Espírito Santo     |
| Botafogo Challengers      | Ribeirão Preto    | São Paulo          |
| Botafogo FA               | Rio de Janeiro    | Rio de janeiro     |
| Brasília V8               | Brasília          | Distrito Federal   |
| Campo Grande Gravediggers | Campo Grande      | Mato Grosso do Sul |
| Corinthians Steamrollers  | Mauá              | São Paulo          |
| Ipatinga Tigres           | Ipatinga          | Minas Gerais       |
| Jaraguá Breakers          | Jaraguá do Sul    | Santa Catarina     |
| Lusa Lions                | Mauá              | São Paulo          |
| Palmeiras Locomotives     | Mauá              | São Paulo          |
| Porto Alegre Bulls        | Porto Alegre      | Rio Grande do Sul  |
| Santos Tsunami            | Mauá              | São Paulo          |
| T-Rex                     | Timbó             | Santa Catarina     |
| Tubarões do Cerrado       | Mauá              | São Paulo          |
| Uberlândia Lobos          | Uberlândia        | Minas Gerais       |
| Vasco da Grama Patriotas  | Rio de Janeiro    | Rio de janeiro     |
| Vila Velha Tritões        | Vila Velha        | Espírito Santo     |

## Primeira Fase

### Classificação
| 1 | Vila Velha Tritões    | 7 | 6 | 1 | 246 | 33  | 213  |  |
| 2 | Tubarões do Cerrado   | 7 | 6 | 1 | 164 | 77  | 87   |  |
| 3 | Ipatinga Tigres       | 7 | 3 | 4 | 136 | 185 | -49  |  |
| 4 | Antares               | 7 | 2 | 5 | 83  | 139 | -56  |  |
| 5 | Palmeiras Locomotives | 7 | 2 | 5 | 65  | 160 | -95  |  |
| 6 | Lusa Lions            | 7 | 1 | 6 | 64  | 223 | -159 |  |

| 1 | Corinthians Steamrollers  | 7 | 7 | 0 | 369 | 47  | 332  |  |
| 2 | Botafogo F.A.             | 7 | 5 | 2 | 202 | 115 | 87   |  |
| 3 | Botafogo Challengers      | 7 | 3 | 4 | 124 | 135 | -11  |  |
| 4 | Brasília V8               | 7 | 3 | 4 | 109 | 192 | -83  |  |
| 5 | Uberlândia Lobos          | 7 | 2 | 5 | 131 | 192 | -61  |  |
| 6 | Campo Grande Gravediggers | 7 | 2 | 5 | 79  | 262 | -183 |  |

| 1 | Vasco da Gama Patriotas | 7 | 7 | 0 | 214 | 57  | 157  |  |
| 2 | T-Rex                   | 7 | 6 | 1 | 260 | 44  | 216  |  |
| 3 | Jaraguá Breakes         | 7 | 5 | 2 | 272 | 42  | 230  |  |
| 4 | Santos Tsunami          | 7 | 2 | 5 | 113 | 189 | -76  |  |
| 5 | Porto Alegre Bulls      | 7 | 1 | 6 | 32  | 280 | -248 |  |
| 6 | ABC Corsários           | 7 | 0 | 7 | 47  | 331 | -284 |  |

|  |                               |
|  | Classificado para os Playoffs |

## Playoffs

### Quartas de finais
| 17 de novembro | Corinthians Steamrollers | 34 – 15 | Botafogo Challengers | Esporte Clube Vila Galvão, Guarulhos-SP |
| 15:00          |                          |         |                      |                                         |

| 17 de novembro | T-Rex | 10 – 3 | Tubarões do Cerrado | Complexo Esportivo de Timbó, Timbó-SC |
| 15:00          |       |        |                     |                                       |

| 18 de novembro | Vila Velha Tritões | 13 – 9 | Botafogo FA | Estádio Gil Bernardes, Vila Velha-ES |
| 15:00          |                    |        |             |                                      |

| 18 de novembro | Vasco da Gama Patriotas | 7 – 6 | Jaraguá Breakers | Estádio Luso-Brasileiro, Rio de Janeiro-RJ |
| 15:00          |                         |       |                  |                                            |

### Semifinais
| 1 de dezembro | Corinthians Steamrollers | 21 – 3 | T-Rex | Estádio Municipal Vereador José Feres, Taboão da Serra-SP |
| 15:00         |                          |        |       |                                                           |

| 2 de dezembro | Vasco da Gama Patriotas | 14 – 7 | Vila Velha Tritões | Estádio Luso-Brasileiro, Rio de Janeiro-RJ |
| 15:00         |                         |        |                    |                                            |

### Final
| 15 de dezembro | Corinthians Steamrollers | 30 – 12 | Vasco da Gama Patriotas | Estádio Santa Cruz, Ribeirão Preto-SP |
| 16:00          |                          |         |                         |                                       |

## Premiação
| Torneio Touchdown 2012                       |
| São Paulo                                    |
| -------------------------------------------- |
| Corinthians Steamrollers Campeão (2º título) |